# 밤이면 밤마다 (텔레비전 프로그램)
《밤이면 밤마다》는 2010년 11월 15일 첫 방송된 월요 예능 프로그램이며, 맛있는 초대의 대체 프로인 일종의 청문회 토크 쇼이다. 기획 초반 ‘스타 청문회’라는 콘셉트로 평소 게스트들에게 궁금했던 질문과 의혹들을 가열차게 쏟아내며 인기를 모았으나 집단 게스트로 변경되면서 게스트에 대한 집중도가 떨어졌고, 프로그램이 가졌던 뚜렷한 색깔도 사라졌다.
이 과정에서 시청률 부진을 면치 못한 것 외에도 프로그램의 감초 역할을 톡톡히 해준 MC 대성의 교통사고 연류 등의 요인 탓인지 2011년 7월 4일 방송분을 마지막으로 종영되었는데 그 해 6월 6일 방송분에서 대부분 대성의 장면이 편집되는 수모를 겪었다.
한편, 메인 MC 탁재훈이 파일럿 당시 공동 진행자로 활동한 KBS 2TV 《안녕하세요》가 2010년 11월 22일부터 해당 프로그램(밤이면 밤마다) 자리인 월요일 심야 시간에 정규 편성되어 탁재훈이 이 프로그램 정규 편성 MC 목록에서 제외되기도 했다.

## 방송 시간
| 방송 채널 | 방송 기간                          | 방송 시간                    | 방송 분량 |
| --------- | ---------------------------------- | ---------------------------- | --------- |
| SBS TV    | 2010년 11월 15일                   | 매주 월요일 밤 11:15 ~ 12:45 | 90분      |
| SBS TV    | 2010년 11월 29일                   | 매주 월요일 밤 11:15 ~ 12:45 | 90분      |
| SBS TV    | 2011년 1월 3일                     | 매주 월요일 밤 11:15 ~ 12:45 | 90분      |
| SBS TV    | 2010년 11월 22일                   | 매주 월요일 밤 11:15 ~ 12:25 | 70분      |
| SBS TV    | 2010년 12월 6일 ~ 2010년 12월 27일 | 매주 월요일 밤 11:15 ~ 12:25 | 70분      |
| SBS TV    | 2011년 1월 17일 ~ 2011년 3월 21일  | 매주 월요일 밤 11:15 ~ 12:25 | 70분      |
| SBS TV    | 2011년 4월 4일 ~ 2011년 5월 30일   | 매주 월요일 밤 11:15 ~ 12:25 | 70분      |
| SBS TV    | 2011년 7월 4일                     | 매주 월요일 밤 11:15 ~ 12:25 | 70분      |
| SBS TV    | 2011년 1월 10일                    | 매주 월요일 밤 11:15 ~ 12:35 | 80분      |
| SBS TV    | 2011년 3월 28일                    | 매주 월요일 밤 11:15 ~ 12:50 | 95분      |
| SBS TV    | 2011년 6월 6일 ~ 2011년 6월 20일   | 매주 월요일 밤 11:15 ~ 12:15 | 70분      |

## 출연자
2010년
- (11월 15일) 01회 : 싸이, 김수로 (싸이 승)
- (11월 22일 ~ 29일) 02회, 03회 : 조영남, 이경실 (이경실 승)
- (12월 6일) 04회 : 정준하, 임창정 (정준하 승)
- (12월 13일) 05회 : 심형래, 이봉원 (심형래 승)
- (12월 20일) 06회 : 주상욱, 신성록 (주상욱 승)
- (12월 27일) 07회 : 김태원, 윤종신 (김태원 승)

2011년
- (1월 3일) 08회 : 신현준, 탁재훈 (신현준 승)
- (1월 10일) 09회 : G-드래곤(권지용), T.O.P(최승현) (G-드래곤 승)
- (1월 17일) 10회 : 공형진, 정선희 (정선희 승)
- (1월 24일 ~ 31일) 11회 : 이덕화, 서인영 (이덕화 승)
- (2월 7일) 13회 : 노사연, 박준금
- (2월 14일 ~ 21일) 14회, 15회 : 최양락, 남희석
- (2월 28일) 16회: 문희준, 김태우, 은지원, 승리
- (3월 7일) 17회 : 유인나, 박가희, 정가은, 박광현, 홍경민, 서지석
- (3월 14일) 18회 : 이범수
- (3월 21일) 19회 : 장항준, 장진
- (3월 28일) 20회 : 윤도현, 송창의, 홍지민, 김숙
- (4월 4일) 21회 : 아이유, 민효린, 간미연, 현영, 강수지
- (4월 11일) 22회 : 김동완, 알렉스, 장우영, 옥택연, 임슬옹
- (4월 18일) 23회 : 구창모, 변진섭, 노사연, 이석훈
- (4월 25일) 24회 : 박수홍, 박경림, 김종민, 신지
- (5월 2일) 25회 : 조민기, 김원준, 배기성, 케이윌, 정진운
- (5월 9일) 26회 : 변우민, 이창훈, 이현우
- (5월 16일) 27회 : 개그콘서트 달인 팀 (김병만, 노우진, 류담)
- (5월 23일) 28회 : 양준혁, 김완선
- (5월 30일 ~ 6월 6일) 29회, 30회 : 고영욱, 장우혁, 김경진, 승리, 광희, 김태우, 케이윌, 리지, 토니 안, 정주리
- (6월 13일) 31회 : 김현중, 이병준
- (6월 20일 ~ 7월 4일) 32회, 최종회 : 백지영, 김현숙, 레이디 제인, 이기광, 최기환, 김일중, 김환, 김주우

## 논란
- 2011년 1월 17일 방송분에서는 '2008년 촛불집회'를 '2005년 촛불집회'로[4], 같은 해 2월 14일 방영분에서는 '2010 KBS 연예대상 이경규!'를 '2010 KBS 연기대상 이경규!'[5]로 잘못 표기하는 등 잇따른 자막 오기와 과도한 고성, 저속한 표현 탓인지 같은 해 4월 6일 열린 방송통신심의위원회 회의에서 주의[6]를 받게 되자 그 해 5월 6일 방영분부터 남승용씨 대신 이창태씨가 담당 CP를 맡았다.

## 결방
- 2011년 6월 27일 - <서울 오사카 뮤직 오브 하트> 편성[7]

## 경쟁 프로그램
- 《유재석 김원희의 놀러와》 (MBC)
- 《대국민 토크쇼 안녕하세요》 (KBS2)